# Râul Valea Seacă, Valea cu Apă
Râul Valea Seacă este un curs de apă, afluent al râului Valea cu Apă. 